# Шавель Степан
Степа́н Шаве́ль (7 січня 1910, Королівська Жиравка, нині Жирівка Пустомитівського району Львівської області — 8 квітня 1988, Йорктон, Канада) — український греко-католицький священник-редемпторист і педагог у Галичині й Канаді.

## Життєпис
Іван Шавель народився в 7 січня 1910 року в селі Королівська Жиравка.
Середню освіту здобув у ювенаті отців Редемптористів у Збоїсках біля Львова (1928). Того ж року вступив на новіціат оо. Редемптористів в Голоско і 28 серпня 1929 р. склав перші обіти. Після завершення новіціяту виїхав на філософсько-богословські студії до Боплато (Бельгія). 21 вересня 1932 р. склав вічні обіти, а 12 серпня 1934 р. в монастирській церкві в Боплато отримав священичі свячення з рук блаженного владики Миколая Чарнецького. У серпні 1935 року призначений викладачем латини і грецької мови в ювенаті в Збоїсках.
На початку війни виїхав до Риму, де в університеті Анджелікум здобув ліценціат з богослов'я (1940).
У червні 1940 року приїхав до Канади. Був учителем у Йорктоні, Саскачеван (1940–1942), потім у Робліні, Манітоба (1943–1948) і знову в Йорктоні (1948–1950). Від серпня 1950 до 1953 року був професором семінарії оо. Редемптористів у Ватерфорді, Онтаріо, потім — Святого Письма і моральної філософії в Медовейл, Онтаріо (до 1958), займаючись парафіяльною працею в Делгай, Чатам, Сен Томас, Оквіл і Бурлінгтон, проводив місії в Торонто і Монреалі. В 1959–1964 роках — в Ітуна, Саскачеван, а потім — у Йорктоні сотрудник, а в 1966–1983 роках — редактор богословського журналу «Логос».
Помер у Йорктоні 8 квітня 1988 року.